# Padmarocznaje
Padmarocznaje (biał. Падмарочнае; ros. Подморочное) – wieś na Białorusi, w obwodzie brzeskim, w rejonie łuninieckim, w sielsowiecie Kożangródek.